# Agamemnón
Agamemnón (ógörög Ἀγαμέμνων, újgörög Αγαμέμνονας = „nagyon kitartó”)  Mükéné királya. Uralkodását az i. e. 12. század elejére vagy a századforduló környékére teszik. A királyi udvarban apja, Atreusz és nagybátyja, Thüesztész hatalmi harcában nevelkedett fel.

## A mükénéi trón megszerzése
A trónért folyó harcokban Agamemnón apja meghalt, de a trónért új harc indult az ifjú és nagybátyja között. Agamemnón győzött, és övé lett a trón. A trónharcok után feleségül vette  segítőjének, Tündareósz, spártai király lányát, Klütaimnésztrát, akitől négy gyermeke született. Fiukat Oresztésznek hívták, három leányukat Khrüszothemisznek, Élektrának és Iphigeneiának nevezték. A hagyomány szerint igen jó király volt, aki békében élt szomszédaival és népével.

## A történeti Agamemnón
Mükénét ebben a periódusban a kupolasírok dinasztiája uralta. A város a régészeti leletek alapján erős palotakomplexum volt. Agamemnónról történeti források nem emlékeznek meg, de néhány hettita dokumentum alapján azonos lehet Atriyaš (Atreusz?) fiával, aki Ahhijava királya és néhány nyugat-anatóliai uralkodóval szövetkezve hadjáratot indított Vilusza ellen III. Hattuszilisz hettita király idején. Ha ez az azonosítás helyes, akkor Mükéné gyakorlatilag azonos a hettiták által Ahhijavaként emlegetett akháj királysággal, a trójai háború pedig az i. e. 13. századi anatóliai akháj expanzió egy epizódja. Az ahhijavai nagy király neve azonban nem maradt fenn.

## Uralkodása
Amikor az Olümposzra begurított aranyalma és Parisz döntése miatt elrabolták testvére, Menelaosz feleségét, Helenét, testvére kérésére Agamemnón hadseregével Trója ellen indult, és az akháj csapatok fővezére lett.
Királyként békés, fővezérként viszont semmitől vissza nem riadó természete hajtotta Agamemnónt. Az útnak induló flottát szélcsend büntette, és nem engedte, hogy elhagyják az auliszi kikötőt. Kalkhasz, a látnok úgy gondolta, hogy ez Artemisz istennő átka Agamemnónra, mivel a mükénéi király egy Artemisznek szentelt ligetben levadászott egy anyaszarvast. Khalkasz szerint az átkot csak úgy lehet megtörni, ha Agamemnón feláldozza leányát, Iphigéniát. Hosszas vívódás után a nagy hadvezér az áldozat mellett döntött, de Artemisz megsajnálta Iphigéniát, és az oltárról gyorsan elvitte, és egy szarvast hagyott helyette a tűzben. Iphigénia Artemisz papnője lett. 

### A trójai háború
A nagy trójai háborúban az egyik legnagyobb konfliktus Agamemnón és Akhilleusz között tört ki, amikor a fővezér elvette a zsákmányosztáskor Akhilleusznak juttatott Briszéiszt. Az odüsszeuszi csel után a kifosztott Trójából Agamemnón Priamosz király lányát, Kasszandrát vitte el magával ágyasának. A diadalmas hősként hazatérő Agamemnónt unokaöccse, Aigiszthosz várta, aki távolléte alatt elcsábította Klütaimnésztrát, és már együtt kitervelték, hogyan szerezzék meg a mükénéi trónt. 
Az Agamemnón tiszteletére rendezett ünnepségen Klütaimnésztra biztatására Aigiszthosz társaival körbefogta, és meggyilkolta a vezért. Apja halálát fia, Oresztész bosszulta meg.